# Церковь Рождества Христова на Песках
Храм Рождества Христова на Песка́х (Христорождественская церковь) — православный храм в Центральном районе Санкт-Петербурга. Был построен в 1781—1787 годах по проекту архитектора Петра Егорова в стиле зрелого классицизма. Снесён в 1934 году. Воссоздан в 2017—2020 годах на историческом фундаменте.

## История
Первая приходская деревянная церковь на Песках появилась в 1753 году. Церковь была освящена в честь Рождества Христова. От названия храма произошли названия десяти Рождественских (позднее переименованы в «Советские») улиц, а также Рождественской части (район города).
С ростом населения Рождественской части церковь перестала вмещать всех желающих, из-за чего в 1781 году было начато строительство большого каменного храма. Автором проекта выступил Пётр Егоров. Новая Рождественская церковь была завершена в 1787 году. Тогда же был освящён придел во имя Всех Святых, а годом позднее — придел Рождества Богородицы. Главный же Рождественский придел был освящён только в 1798 году.
Иконостасы храма были выполнены резчиками во главе с И. Ф. Дункером. Иконы для церкви были написаны Иваном Бельским, Алексеем Антроповым и Иваном Танковым. Настенную живопись создали Ф. Д. Данилов и А. Щербаков. Однако в 1850 году внутренняя планировка храма была значительно переделана. Фёдор Солнцев выполнил проекты новых иконостасов, а Пётр Титов стал автором новой росписи стен.
В 1886—1887 годы по проекту архитектора Ивана Ропета был произведён капитальный ремонт сооружения, к церкви были пристроены ризница и притвор. При церкви существовало благотворительное Христорождественское братство.

## Воссоздание
В 2010-е годы началась дискуссия о воссоздании церкви. Проект был согласован с КГИОП и утверждён всеми инстанциями.
В 2012 году сквер был огорожен забором, начались археологические раскопки фундамента храма. В конце 2014 года было получено разрешение на строительство храма на прежнем месте. 8 мая 2015 года был освящён поклонный крест. 17 февраля 2018 года епископ Кронштадтский Назарий (Лавриненко) совершил чин освящения закладного камня храма.
1 июня 2019 года подняты кресты на купола воссоздаваемой церкви, ознаменовав, что здание стало храмом. На церемонии присутствовал епископ Кронштадтский Назарий, викарий Санкт-Петербургской епархии.
Официально завершение строительства воссозданного храма и ввод здания в эксплуатацию состоялись в июле 2020 года.

## Архитектура
По объёмно-пространственному решению Рождественская церковь напоминает Троицкий собор Александро-Невской лавры. Он увенчан большим куполом. Западный фасад подчёркивается двумя симметричными башнями, в одной из которых находится звонница. Сверху башен располагаются два утончённых шпиля, увенчанных золотыми крестами. Портал храма решён в виде массивного ионического портика с фронтоном, причём при постройке у фронтона были колонны, которые во 2-й пол. XIX века были заменены пилястрами. Воссозданный храм повторяет архитектуру своего предшественника, за исключением некоторых отличий: в северной колокольной башне вместо лестницы устроен лифт, а стилистика иконостаса и западного фасада храма относится к разным историческим периодам, в нынешних формах они ранее не существовали одновременно.
- Западный фасад до перестройки, 1884—1885 гг.
- Западный фасад после перестройки 1886—1887 гг.
- Восточный фасад после перестройки 1886—1887 гг.
- Восточный фасад в 2022 году